# Морьяк (округ)
Морьяк (фр. Mauriac) — округ (фр. Arrondissement) во Франции, один из округов в регионе Овернь. Департамент округа — Канталь. Супрефектура — Морьяк.
Население округа на 2006 год составляло 27 381 человек. Плотность населения составляет 21 чел./км². Площадь округа составляет всего 1278 км².